# ジーモン・ゼヒター

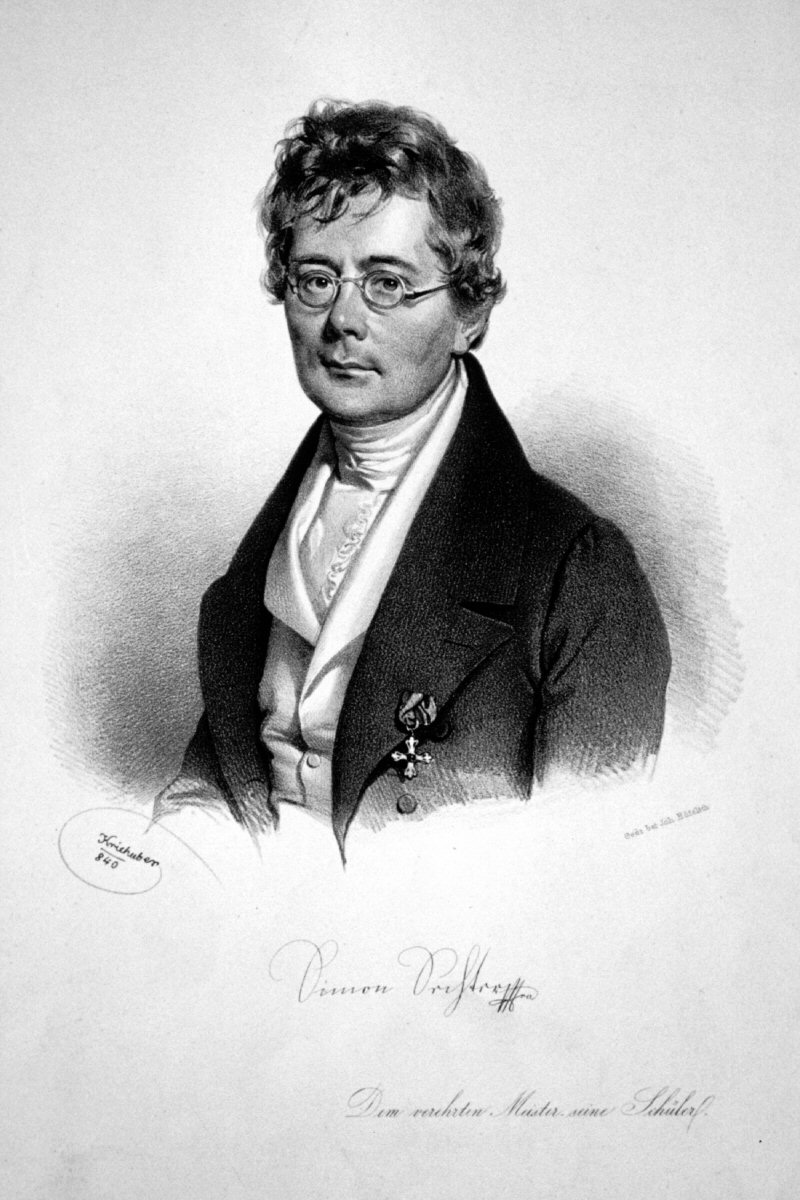
ヨーゼフ・クリーフーバー（Josef Kriehuber）によるリトグラフ、1840年

ジーモン・ゼヒター（Simon Sechter, 1788年10月11日 - 1867年9月10日）は、オーストリアの音楽理論家、教師、オルガニスト、指揮者、作曲家。

## 略歴
ボヘミアのフリートベルク（現チェコ領フリムブルク Frymburk）生まれ。1804年にウィーンに移住し、アントニオ・サリエリに学び、1810年から盲学校でピアノと声楽を教え始めた。
1824年にヤン・ヴァーツラフ・ヴォジーシェクの後任として宮廷オルガニストとなり、1851年からはウィーン音楽院の作曲の教授を務めた。度を過ぎた気前の良い性格が災いして晩年を不遇のうちに過ごし、ウィーンで死去した。オペラ作曲家として大成する夢は叶わなかった。
1853年から1854年にかけて、ジャン＝フィリップ・ラモーの理論を基礎として3巻からなる作曲理論書『楽曲構成の基礎 Die Grundsätze der musikalischen Komposition』を著し、後世の理論家に影響を与えた。またゼヒターは、平均律よりも純正律の擁護者でもあった。この姿勢はグスタフ・マーラーにも受け継がれた。
理論の大家として、多くの人材を指導した。ゼヒターの教育法は厳格で、例えば、1855年から1861年にかけて彼に和声と対位法を師事したアントン・ブルックナーに対して、彼の下で学んでいる間はいかなる自由創作も許可しなかったという。同時代の音楽家は、チェルニーのフーガのできばえに対しても、「ゼヒターより下」という評価を下したといわれている。
ゼヒターはまた、ヴォルフガング・アマデウス・モーツァルトの未完成のフーガの補筆も行った。フーガ変ホ長調（K.153）とト短調（K.154）がそれである。

## 多作家ゼヒター
作曲家としては、1849年から1867年にかけて約6000曲のフーガを書いたほか（彼は毎日最低1曲のフーガを書くよう努めていたという）、ミサ曲やオラトリオ、また5曲のオペラも手がけ、全部で約8000曲の曲を作った（Wikipediaドイツ語版による）。単純に作曲数だけを見れば、史上最も多作であったクラシック音楽の作曲家として有名なゲオルク・フィリップ・テレマンよりも多いため、これをもってゼヒターこそが史上最も多作な作曲家ではないかとする意見もある。
ただし、ゼヒターの曲は大半が単一楽章で規模の小さい独奏用の鍵盤音楽である。現在知られているテレマンの曲は4000曲に満たないものの、テレマンの曲の多くは複数の楽章から構成される規模の大きい管弦楽曲であり、現存する楽譜の枚数はテレマンの方が圧倒的に多い。また、テレマンは既に楽譜の失われている曲や未発見の曲も多いと見られ、その点を考慮すればテレマンの実際の作曲数はさらに多いと考えられている。これらの理由により、現実にはゼヒターが「史上最も多作な作曲家」と見なされることはほとんどない。
彼はアントン・ディアベリの主題による変奏曲集のために変奏曲も作曲している。

## 著作
- Die Grundsätze der musikalischen Komposition[1]

## 弟子
- フランツ・シューベルト（作曲家、最晩年の短期間のみ師事）
- フランツ・ラハナー（作曲家、指揮者）
- エドゥアルト・マルクスゼン（de）（ピアノ教師、ブラームスの師として知られる）
- ジギスモント・タールベルク（ピアニスト、オペラ作曲家）
- アドルフ・フォン・ヘンゼルト（ピアニスト、作曲家）
- グスタフ・ノッテボーム（音楽学者、ベートーヴェン研究で知られる）[2]
- アンリ・ヴュータン（ヴァイオリニスト、作曲家）
- アントン・ブルックナー（作曲家、オルガニスト）
- カール・ウムラウフ（ツィター奏者、作曲家、編曲者、教師）[3]
- テオドル・レシェティツキ（ピアニスト、作曲家）
- ヨーゼフ・ラーボア（作曲家、ピアニスト）
- ヨハン・ネポムク・フックス（作曲家、音楽教師）
- ヤーン・レヴォスラフ・ベラ（作曲家、指揮者）
- コンスタンツェ・ガイガー （ピアニスト、歌手、作曲家）